# Oomicet
Els oomicets (Oomycota, "fongs-ou", que es refereix a les estructures amb grans oogonis que contenen els gàmetes femenins que són característics dels oomicets) són un llinatge separat filogènicament de microorganismes eucariotes similars als fongs. Són organismes filamentosos i heterotròfics microscòpics que es reprodueixen tant de forma sexual com asexual. Els oomicets ocupen nínxols sapròfits i patògens i inclouen molts dels patògens de plantes més notoris, que causen malalties devastadores com el míldiu de la patata o el de la mort sobtada del roure.
Els oomicets es van agrupar originalment amb el regne fungi per les semblances en la morfologia i comportament. Tot i això, estudis moleculars i filogenètics han demostrat diferències significants entre els fungi i els oomicets, que han fet que els últims estiguin ara agrupats amb els heteroconts, que inclouen alguns tipus d'algues. Els oomicets tenen molt pocs registres fòssils, un de possible s'ha descrit en un ambre del cretàcic.

## Classificació

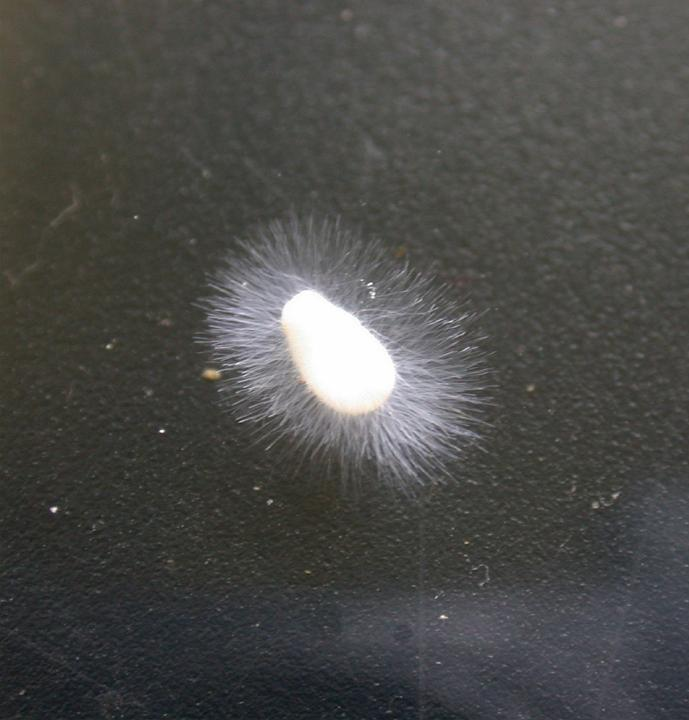
Un oomicet en un corrent d'aigua

Tradicionalment s'havia classificat a aquests organismes dins dels fongs, però la classificació cladística moderna dona suport a una relació més estreta amb organismes fotosintètics com les algues brunes i les diatomees, dins del grup eucariota heterokontophyta.
Per exemple la paret cel·lular dels oomicets està composta de cel·lulosa en lloc de quitina. També en l'estadi vegetatiu els oomicets tenen nuclis diploides i en canvi els fongs els tenen haploides.

## Biologia

### Reproducció
La majoria dels oomicets produeixen dos tipus d'espores. Les zoòspores són asexuals i mòbils, capaces de dirigir-se per quimiotaxi sobre la superfície de l'aigua que inclou la precipitació sobre la fulla de les plantes. Uns pocs oomicets produeixen espores asexuals aèries distribuïdes pel vent. També produeixen espores sexuals anomenades oospores, de forma esfèrica amb doble paret per sobreviure a les condicions adverses.

### Patogenicitat
La majoria són patògens de plantes i algunes de peixos. Es poden classificar en quatre grups però n'hi ha més.
- Grup Phytophthora que és un gènere parafilètic que va causar la fam irlandesa de la dècada del 1840 per la malaltia de la patata Phytophthora cinnamomi,[4] i la mort sobtada del roure, la podridura del rhododendron i la malaltia de la tinta del castanyer.
- El grup parafilètic Pythium és encara més prevalent que el grup Phytophthora amb un ampli marge d'hostes que normalment no causen tants danys. El Pythium causa molt problemes en els hivernacles on mata els planters recent emergits. Membres d'aquests grup que són micoparàsits com és P. oligandrum) parasiten altres oomicets i fongs i es poden emprar en biocontrol.L'espècie Pythium insidiosum, infecta mamífers.
- El grup Mildiu identificable pel color blanc, bru o verd oliva de la part del revers de les fulles (no està relacionat amb el mildiu pulverulent dels fongs).
- El quart grup és Albuginales, que causa malalties a les plantes. Estan dividits en tres gèneres: Albugo paràsit principalment en Brassicales, Pustula, paràsit predominantment en Asterales, i Wilsoniana, predominantment en Caryophyllales. Com el grup anterior necessiten un hoste per sobreviure.